# Alan III av Bretagne
Alan III av Bretagne (franska: Alain 3er de Bretagne), född omkring 997, död 1 oktober 1040 i Vimoutiers i Frankrike, var regerande greve av Rennes och hertig av Bretagne från år 1008 till 1040.